# Keelan Cole
Keelan Lawrence Cole Sr. (* 20. April 1993 in Louisville, Kentucky) ist ein US-amerikanischer American-Football-Spieler auf der Position des Wide Receivers. Zuletzt spielte er in der National Football League (NFL) für die Las Vegas Raiders. 2025 stand er für kurze Zeit bei den Helvetic Mercenaries in der European League of Football (ELF) unter Vertrag, bevor er zu den Hildesheim Invaders in die German Football League (GFL) wechselte.

## Frühe Jahre
Cole wuchs in seiner Geburtsstadt auf und besuchte dort die Central High School. Dort war er in der Football-, Basketball- und Baseballmannschaft der Schule aktiv. In der Footballmannschaft spielte er auf verschiedenen Positionen, so wurde er als Quarterback, Wide Receiver und als Defensive Back eingesetzt. Mit seiner Mannschaft konnte er 2007, 2009 und 2010 die 3-A State Championship des Bundesstaates Kentucky gewinnen. Nach seinem Highschoolabschluss erhielt er ein Stipendium des Kentucky Wesleyan Colleges, für das er von 2012 bis 2016 spielte. In seinem ersten Jahr wurde er noch geredshirted, doch ab seinem 2. Jahr war er ein fester Bestandteil der Mannschaft. So kam er in seinen letzten drei Jahren am College in 32 Spielen zum Einsatz und konnte dabei 205 Pässe für 4323 Yards und 53 Touchdowns fangen. Daneben war er auch in der Leichtathletikmannschaft seines Colleges aktiv und wurde 2014 zum Great Midwest Athletic Track Athlete of the Year gewählt.

## NFL

### Jacksonville Jaguars
Nachdem Cole beim NFL Draft 2017 nicht ausgewählt worden war, unterschrieb er einen Vertrag bei den Jacksonville Jaguars als Undrafted Free Agent. Damit wurde er der erste Footballspieler des Kentucky Wesleyan Colleges, der Spieler in der NFL wurde. Sein NFL-Debüt gab er direkt am 1. Spieltag der Saison 2017 beim 29:7-Sieg gegen die Houston Texans. Bereits am 3. Spieltag stand er beim 44:7-Sieg gegen die Baltimore Ravens erstmals in der Startformation der Jaguars. Am 13. Spieltag konnte er beim 30:10-Sieg gegen die Indianapolis Colts schließlich seinen ersten Touchdownpass in der NFL von Quarterback Blake Bortles fangen. Auch in den darauffolgenden Spielen gegen die Seattle Seahawks und die Houston Texans konnte er je einen Touchdownpass fangen. Beim 45:7-Sieg gegen die Texans konnte er außerdem insgesamt 7 Pässe für 186 Yards fangen, es war sein erstes Spiel in der NFL mit über 100 gefangenen Yards und ist bis heute sein Karrierehöchstwert. Insgesamt konnte Cole in seinem Rookie-Jahr 42 Pässe für 748 Yards und 3 Touchdowns fangen. Da die Jacksonville Jaguars in dieser Saison insgesamt 10 Spiele gewannen und nur 6 verloren, konnten sie sich für die Playoffs qualifizieren. Dort gab Cole in der 1. Runde beim 10:3-Sieg gegen die Buffalo Bills sein Debüt. In der 2. Runde beim 45:42-Sieg gegen die Pittsburgh Steelers konnte er seinen ersten Pass für 42 Yards in der Postseason fangen. Im AFC Championship Game gegen die New England Patriots verloren die Jaguars in der folgenden Runde jedoch mit 20:24 und schieden somit aus.
In der Saison 2018 war Cole zunächst Stammspieler und kam in den ersten 7 Saisonspielen von Beginn an zum Einsatz. Am 2. Spieltag konnte er außerdem beim 31:20-Sieg gegen die New England Patriots den Ball für 116 Yards und einen Touchdown fangen, beides Saisonbestwerte. In der 2. Saisonhälfte wurde er jedoch weniger berücksichtigt, insgesamt konnte er in der Saison somit auch nur einen Touchdown erzielen. 2019 wurde er auch erst in der 2. Saisonhälfte wieder vermehrt eingesetzt. In der Saison 2020 wurde er außer als Wide Receiver auch noch als Kick Returner und als Punt Returner eingesetzt. Zu Saisonbeginn konnte er einige Touchdowns erzielen, und am 6. Spieltag konnte er bei der 16:34-Niederlage gegen die Detroit Lions insgesamt 6 Pässe für 143 Yards fangen. Am 10. Spieltag konnte er bei der 20:24-Niederlage gegen die Green Bay Packers sogar insgesamt 2 Touchdowns erzielen: einen nach Pass von Quarterback Jake Luton sowie einen als Punt Return über 94 Yards. Insgesamt spielten die Jaguars allerdings eine desaströse Saison und konnten nur eines ihrer 16 Spiele gewinnen, die wenigsten aller NFL-Mannschaften in dieser Saison. Nach der Saison wurde Cole ein Free Agent.

### New York Jets
Am 19. März 2021 unterschrieb Cole einen Vertrag über ein Jahr bei den New York Jets. Sein Debüt gab er am 2. Spieltag der Saison bei der 6:25-Niederlage gegen die New England Patriots, bei der er allerdings nur in den Special Teams zum Einsatz kam. Am folgenden Spieltag konnte er bei der 0:26-Niederlage gegen die Denver Broncos seine ersten zwei Pässe für die Jets von Quarterback Zach Wilson fangen. Am vierten Spieltag stand er beim 27:24-Sieg gegen die Tennessee Titans schließlich erstmals in der Startformation der Jets und konnte den Ball insgesamt für 92 Yards fangen, sein Bestwert in dieser Saison. Auch in der Folge kam er regelmäßig in der Offense der Jets zum Einsatz, konnte dort allerdings nicht vollends überzeugen. So fing er seinen ersten Touchdown für das Team erst am 18. und letzten Spieltag bei der 10:27-Niederlage gegen die Buffalo Bills nach einem Pass von Wilson. Nach einer Saison erhielt Cole keinen neuen Vertrag und wurde so erneut ein Free Agent.

### Las Vegas Raiders
Am 12. Mai 2022 nahmen die Las Vegas Raiders Cole unter Vertrag. Am 30. August 2022 wurde er im Rahmen der Kaderverkleinerung auf 53 Spieler entlassen. Am 6. September nahmen die Raiders Cole für ihren Practice Squad erneut unter Vertrag. Am 14. September wurde er in den aktiven Kader befördert, nachdem die Raiders D. J. Turner auf die Injured Reserve List gesetzt hatten. Daraufhin debütierte er für die Raiders am 3. Spieltag der Saison bei der 22:24-Niederlage gegen die Tennessee Titans, bei der er auch einen Pass über 12 Yards von Derek Carr fing. Beim folgenden 32:23-Sieg gegen die Denver Broncos stand er sogar in der Startformation seiner Mannschaft. Insgesamt kam Cole in der Saison als Wide Receiver und als Punt Returner zum Einsatz. Am 15. Spieltag konnte er schließlich beim 30:24-Sieg gegen die New England Patriots seinen ersten Touchdown für die Raiders fangen.
Nach der Saison unterzeichnete Cole zunächst einen neuen Vertrag bei den Raiders, wurde jedoch am 29. August 2023 erneut entlassen und am 5. September 2023 in der Practice Squad der Raiders aufgenommen. Er kam 2023 zu keinem Einsatz, nach der Saison lief sein Vertrag aus.

## ELF
Im Februar 2025 unterschrieb Cole einen Vertrag bei dem Schweizer Team Helvetic Mercenaries aus der European League of Football (ELF). wechselte allerdings nur fünf Monate später während der laufenden Saison in die German Football League zu den Hildesheim Invaders.

## Karrierestatistiken
| Legende | Legende            |
| ------- | ------------------ |
| Fett    | Karrierehöchstwert |

### Regular Season
| Saison                                                    | Team             | Spiele | Spiele  | Gefangen  | Gefangen | Gefangen | Gefangen | Gefangen | Gelaufen | Gelaufen | Gelaufen | Gelaufen | Gelaufen | Returns  | Returns | Returns | Returns | Returns | Fumbles | Fumbles   | TD gesamt |
| Saison                                                    | Team             | Gesamt | Starter | Passfänge | Yards    | Avg      | Lang     | TD       | Versuche | Yards    | Avg      | Lang     | TD       | Versuche | Yards   | Avg     | Lang    | TD      | Gesamt  | Verlorene | TD gesamt |
| --------------------------------------------------------- | ---------------- | ------ | ------- | --------- | -------- | -------- | -------- | -------- | -------- | -------- | -------- | -------- | -------- | -------- | ------- | ------- | ------- | ------- | ------- | --------- | --------- |
| 2017                                                      | Jaguars          | 16     | 6       | 42        | 748      | 17,8     | 75       | 3        | 0        | 0        | 0,0      | 0        | 0        | 2        | 26      | 13,0    | 14      | 0       | 2       | 1         | 3         |
| 2018                                                      | Jaguars          | 16     | 11      | 38        | 491      | 12,9     | 35       | 1        | 0        | 0        | 0,0      | 0        | 0        | 0        | 0       | 0,0     | 0       | 0       | 2       | 2         | 1         |
| 2019                                                      | Jaguars          | 16     | 1       | 24        | 361      | 15,0     | 55       | 3        | 1        | 6        | 6,0      | 6        | 0        | 3        | 110     | 36,7    | 59      | 0       | 0       | 0         | 3         |
| 2020                                                      | Jaguars          | 16     | 5       | 55        | 642      | 11,7     | 51       | 5        | 1        | 2        | 2,0      | 2        | 0        | 12       | 220     | 18,3    | 91      | 1       | 0       | 0         | 6         |
| 2021                                                      | Jets             | 15     | 11      | 28        | 449      | 16,0     | 54       | 1        | 0        | 0        | 0,0      | 0        | 0        | 8        | 140     | 17,5    | 26      | 0       | 0       | 0         | 1         |
| 2022                                                      | Raiders          | 14     | 3       | 10        | 141      | 14,1     | 30       | 1        | 0        | 0        | 0,0      | 0        | 0        | 13       | 79      | 6,1     | 13      | 0       | 1       | 0         | 1         |
| Gesamt NFL                                                | Gesamt NFL       | 93     | 37      | 197       | 2832     | 14,4     | 75       | 14       | 2        | 8        | 4,0      | 6        | 0        | 38       | 575     | 15,1    | 91      | 1       | 5       | 2         | 15        |
| 2025                                                      | Mercenaries      | 5      |         | 12        | 177      | 14,8     | 50       | 1        | 0        | 0        | 0,0      | 0        | 0        | 0        | 0       | 0,0     | 0       | 0       | 0       | 0         | 1         |
| Gesamt ELF                                                | Gesamt ELF       | 5      |         | 12        | 177      | 14,8     | 50       | 1        | 0        | 0        | 0,0      | 0        | 0        | 0        | 0       | 0,0     | 0       | 0       | 0       | 0         | 1         |
| Gesamte Karriere                                          | Gesamte Karriere | 98     | 37      | 209       | 3009     | 14,4     | 75       | 15       | 2        | 8        | 4,0      | 6        | 0        | 38       | 575     | 15,1    | 91      | 1       | 5       | 2         | 16        |
| Quelle: pro-football-reference.com, sportmetrics.football |                  |        |         |           |          |          |          |          |          |          |          |          |          |          |         |         |         |         |         |           |           |

### Postseason
| Saison                             | Team             | Spiele | Spiele  | Gefangen  | Gefangen | Gefangen | Gefangen | Gefangen | Gelaufen | Gelaufen | Gelaufen | Gelaufen | Gelaufen | Returns  | Returns | Returns | Returns | Returns | Fumbles | Fumbles   | TD gesamt |
| Saison                             | Team             | Gesamt | Starter | Passfänge | Yards    | Avg      | Lang     | TD       | Versuche | Yards    | Avg      | Lang     | TD       | Versuche | Yards   | Avg     | Lang    | TD      | Gesamt  | Verlorene | TD gesamt |
| ---------------------------------- | ---------------- | ------ | ------- | --------- | -------- | -------- | -------- | -------- | -------- | -------- | -------- | -------- | -------- | -------- | ------- | ------- | ------- | ------- | ------- | --------- | --------- |
| 2017                               | Jaguars          | 3      | 0       | 3         | 82       | 27,3     | 45       | 0        | 0        | 0        | 0,0      | 0        | 0        | 1        | 3       | 3,0     | 3       | 0       | 0       | 0         | 0         |
| Gesamte Karriere                   | Gesamte Karriere | 3      | 0       | 3         | 82       | 27,3     | 45       | 0        | 0        | 0        | 0,0      | 0        | 0        | 1        | 3       | 3,0     | 3       | 0       | 0       | 0         | 0         |
| Quelle: pro-football-reference.com |                  |        |         |           |          |          |          |          |          |          |          |          |          |          |         |         |         |         |         |           |           |